# Шрусбери (аббатство)
Шрусбери (англ. Shrewsbury) — средневековое бенедиктинское аббатство в Англии, в графстве Шропшир, первоначально за стенами одноимённого города, в настоящее время в городской черте.

## Предыстория
На месте будущей церкви аббатства незадолго до норманского завоевания богатый англосакс Сивард, сын Этельгара, построил небольшую деревянную капеллу в честь Св. Петра. Согласно житию Св. Вульфстана, посетившего её около 1070 года, он предсказал, что эта беднейшая из церквей города превзойдёт их все. Роджер, граф Шрусбери с 1071, передал капеллу своему клирику, Оделерию из Орлеана, отцу историка Ордерика Виталия.

## Основание
Основано Роджером, графом Шрусбери, по совету монаха, вернувшегося из паломничества в Рим. В феврале 1083 года граф в присутствии своих вассалов возложил перчатки на алтарь церкви, поклявшись основать здесь аббатство. Он передал капелле весь прилегающий пригород и поселил при ней двух монахов основанного им же французского монастыря Сеез, для наблюдения за строительством каменной церкви и принятия пожалований. Аббатство начало функционировать около 1087 года, с назначением первого аббата, Фулькреда из Сееза.

## История
В первые годы после нормандского завоевания большинство вновь основанных монастырей были подчинены французским обителям. Одним из немногих исключений было Шрусбери, которое с самого начала считалось независимым аббатством. Право патроната до 1102 года принадлежало графам Шрусбери, затем — английской короне. Основатель обители, граф Роджер, на смертном одре постригся здесь в монахи, и был погребён в церкви аббатства. Он сам, его сыновья и вассалы наделили монастырь рядом пожалований, которые, однако, Ордерик Виталий назвал «умеренными»; дополнительные пожалования и привилегии были в дальнейшем получены от королей Англии и некоторых представителей знати, главным образом, местной.
Настоятели монастыря играли довольно значительную роль в политической жизни Англии. Они неоднократно заседали в парламенте. Между 1272 и 1275 ими была приобретена постоянная резиденция в Лондоне. Парламент 1398 года в Шрусбери заседал, по-видимому, в стенах аббатства. Аббат Генри в 1257 году был королевским послом в Испании. Среди других королевских поручений эпизодически упоминается хранение собранных в графстве налогов, осмотр шрусберийского замка, содержание заложников и др. В 1267 году аббат вынужден был испрашивать у короля прощения за поддержку Симона де Монфора. Накануне битвы при Шрусбери 21 июля 1403 года аббат Томас Престбери вёл безуспешные мирные переговоры с Генри «Хотспуром» Перси и другими руководителями восставших.
Между аббатством и горожанами Шрусбери периодически возникали конфликты, связанные с борьбой последних против некоторых привилегий монастыря, особенно против дарованной Генрихом I монополии на помол зерна (ликвидирована в 1267), а также против продления ярмарки на земле аббатства. Ряд территориальных споров между аббатством и городом, спровоцировавших несколько локальных эпизодов применения насилия, в том числе и со стороны монахов, был разрешён в дальнейшем в судебном порядке. В то же время ряд бюргеров постригался в монахи аббатства, или был похоронен здесь. В 1487 году с согласия короля была официально учреждена гильдия Св. Винифреды, в которую входили как монахи, так и горожане.
Внутренняя история аббатства известна плохо, поскольку его библиотека и архивы почти полностью утрачены. Церковь монастыря была посвящена Свв. Апостолам Петру и Павлу, однако местом паломничества Шрусбери стало в первую очередь благодаря мощам Св. Винифреды, которые были привезены сюда из Уэльса около 1138 года. В XIV веке в аббатство были также насильственно перемещены мощи Св. Беуно, наставника Св. Винифреды. Монастырь был вынужден выплатить штраф за это преступление, однако сохранил своё приобретение. Св. Винифреды, тем не менее, продолжала оставаться здесь главным объектом почитания.
Судя по косвенным данным, аббатство располагало достаточно богатой библиотекой, включавшей как исторические, так и богословские и житийные сочинения. В настоящее время сохранилась лишь одна рукопись: Житие Св. Винефриды, написанное около 1140 приором Робертом, впоследствии ставшим аббатом.
Ряд монахов Шрусбери окончили Оксфордский университет, в том числе аббаты Томас Людлоу и Томас Минд. Аббат Томас Престбери был в 1409—1412 канцлером этого университета; под его председательством были сожжены сочинения Уиклифа. В то же время, аббатство несколько раз подвергалось штрафу со стороны генерального капитула бенедиктинцев из-за отсутствия, вопреки правилам, учеников в университетах (несмотря на то, что на их содержание были выделены доходы от одной из церквей). На 1536 год учеников в Оксфорде аббатство не имело.
Единственной подчинённой Шрусбери обителью было небольшое приорство Морвиль, созданное по настоянию епископа Херефордского в целях обеспечения гостеприимства на основе одной из подчинённых аббатству церквей с её землями.
В последние века своего существования аббатство насчитывало от 12 до 18 монахов, одним из которых числился приор Морвиля.
В 1251 году аббат получил от папы право ношения кольца, в 1397 году кольца, митры и других понтификалий.
Ряд первых аббатов происходил из других монастырей. Первые два — из Сееза, Ральф (1175-после 1186) был монахом Кентербери, Уолтер (1221—1223) приором Леоминстера. Начиная с 1259 года аббаты избирались исключительно из членов общины Шрусбери. При избрании Герберта (1128), вероятно, имели место нарушения, поскольку он был низложен Вестминстерским собором 1138. В 1250 аббатом был избран Адам, ризничий Шрусбери, который не получил утверждения епископа Ковентри. Епископ утвердил аббатом Уильяма, субприора Ковентри. В конфликт вмешался папа, назначивший аббатом Генри, монаха из Ившема. Король признал последовательно всех трёх кандидатов, однако упрекал Генри за обращение в Рим. После успешного выполнения дипломатической миссии в Испании, аббат Генри, однако, отрёкся, а позднее по каким-то причинам покинул бенедиктинский орден. В 1277 году он упоминается в списке подлежащих увещеванию бывших монахов, составленном генеральным капитулом бенедиктинцев.
Епископская визитация 1324 года выявила относительно мало нарушений внутренней дисциплины: отсутствие многих монахов в трапезной, разрешение послушникам покидать обитель, отсутствие отчётов должностных лиц аббатства. В 1354 году замечания ограничились плохим состоянием ряда зданий в манорах аббатства.
Конфликты внутри общины в 1394 и 1426 годах потребовали вмешательства в первом случае со стороны епископа, во втором — со стороны визитаторов провинциального капитула бенедиктинцев.
Визитации 1518—1526 годов показали серьёзный упадок аббатства во всех отношениях. Были зафиксированы многочисленные долги, отсутствие отчётности, плохое состояние ряда строений, в частности лежавшей в руинах больницы, откуда субприор, Томас Батлер, перенёс оконное стекло в свою резиденцию, а также спальни, в которой к тому же отсутствовало освещение. Кроме того, раздача земель в аренду происходила без согласия капитула; в частности, предыдущий аббат сдал некоторые земли в аренду своей сестре и её мужу.
Последний аббат, Томас Батлер, характеризуется как «человек крайне завистливый и склонный к раздорам». В 1536 его обвиняли в отсутствии больницы в его обители, в разрушении крыши над главным алтарём до такой степени, что хоры заливались дождём, в сносе части строений и распродаже их дерева и черепицы.
Жизнь аббатства 1130-40 годов довольно точно описана Эллис Питерс в «Хрониках монаха Кадфаэля».

## Хозяйство
В экономическом отношении аббатство стояло на среднем уровне среди прочих бенедиктинских монастырей Англии. Уже в 1086 году его доход составил 65 фунтов 18 шиллингов, включая доход от 34 гайд земли и 8 церквей. В дальнейшем новые земельные пожалования, а в XIII и XIV веках. также мелкие приобретения увеличили земельный фонд аббатства; был аппроприирован ещё ряд церквей. Большая часть земель аббатства была разбросана по графству Шропшир; отдельные владения располагались в Стаффордшире, Ланкашире, Чешире и Кембриджшире. Слишком отдалённые земли иногда продавались или обменивались.
Аббатство не было обязано королю рыцарской службой, и освобождено от большинства налогов. Оно имело право пользоваться королевскими лесами, право на две трёхдневные ярмарки — в Шрусбери и Басчерче, владело солеварнями. В 1334 году аббатство имело 847 овец.
Динамика хозяйства аббатства известна плохо в силу гибели его архивов. Известно, что в первой половине XIV века его земледелие переживает упадок, и тенденция сдачи земель в аренду приводит к тому, что в начале XVI века в непосредственном владении аббатства остаётся лишь несколько акров земли рядом с монастырём, и лишь небольшая часть оброка вносится зерном. По данным 1509 года большинство продовольствия закупалось на городских рынках Шрусбери (на что расходовалось 400 марок ежегодно).
К 1536 общий доход монастыря равнялся 532 фунта 4 шиллинга и 10 пенсов, а расходы составили 97 фунтов 19 шиллингов и 5 ½ пенса, причём две трети доходов поступало от мирской собственности, и одна треть от духовной. В аббатстве рано распространилась и прочно закрепилась практика фиксации доходов от той или иной собственности на конкретные цели (свечи, больница, нищие, пение, обучение в университете, и т. д.).

## Аббаты Шрусбери
- Фулькред, назначен ок. 1087, умер 1119 (?).
- Годфри, избран до 1121, умер 1128.
- Герберт, избран 1128, смещён 1138.
- Ранульф, избран 1138 (?), упом. до ок. 1147.
- Роберт, упом. между 1150 и 59, ум. 1168.
- Адам, упом. между 1168 и 73, смещён 1175.
- Ральф, избран 1175, упом. между 1186 и 90.
- Хью де Ласи, упом. между 1190 и ок. 1220.
- Уолтер, избран 1221, ум. или отрёкся 1223.
- Генри, избран 1223, ум. или отрёкся 1244.
- Адам, избран 1244, отрёкся 1250.
- Уильям, избран 1250, избрание аннулировано папой 1251.
- Генри, назначен 1251, отрёкся 1258.
- Томас, избран 1259, ум. 1266.
- Уильям из Аптона, избран 1266, отрёкся 1271.
- Лука из Венлока, избран 1272, отрёкся 1279.
- Джон из Драйтона, избран 1279, умер 1292.
- Уильям из Макли, избран 1292, умер 1333.
- Адам из Клеобери, избран 1333, умер 1355.
- Генри де Альстон избран 1355, умер 1361.
- Николас Стивенс, избран 1361, умер 1399.
- Томас Престбери или Shrewsbury, избран 1399, умер 1426.
- Джон Хэмптон, избран 1426, умер 1433.
- Томас Ладлоу, избран 1433, умер 1459.
- Томас Минд, избран 1460, умер 1498.
- Ричард Ли, избран 1498, умер 1512.
- Ричард Бейкер или Маршалл, избран 1512, отрёкся 1528.
- Томас Батлер, избран 1529, сдал аббатство 1540.